# Alpay Özalan
Alpay Özalan (İzmir, 1973. május 29. –), török válogatott labdarúgó.
A török válogatott tagjaként részt vett az 1996-os Európa-bajnokságon és a 2000-es Európa-bajnokságon, a 2002-es világbajnokságon és a 2003-as konföderációs kupán.

## Sikerei, díjai
Beşiktaş
- Török bajnok (3): 1994–95
- Török kupagyőztes (2): 1993–94, 1997–98

Törökország
- Világbajnoki bronzérmes (1): 2002